# Saint-Vincent-Lespinasse
Saint-Vincent-Lespinasse är en kommun i departementet Tarn-et-Garonne i regionen Occitanien i södra Frankrike. Kommunen ligger i kantonen Moissac 1er Canton som tillhör arrondissementet Castelsarrasin. År 2022 hade Saint-Vincent-Lespinasse 285 invånare.

## Befolkningsutveckling
Antalet invånare i kommunen Saint-Vincent-Lespinasse
| Referens: INSEE |